# آلبرتو اوهاکو
آلبرتو اوهاکو (انگلیسی: Alberto Ohaco; ۱۲ ژانویهٔ ۱۸۸۹ – ۸ مارس ۱۹۵۰) بازیکن فوتبال اهل آرژانتین بود.
از باشگاه‌هایی که در آن بازی کرده‌است می‌توان به باشگاه فوتبال راسینگ کلوب آویاندا اشاره کرد.
وی همچنین در تیم ملی فوتبال آرژانتین بازی کرده‌است.